# Iván Fresneda
Iván Fresneda Corraliza (Madrid, 2004. szeptember 28. –) spanyol korosztályos válogatott labdarúgó, a Real Valladolid játékosa.

## Pályafutása

### Klubcsapatokban
2014-ben csatlakozott a Real Madrid akadémiájához, előtte a Quijorna és az EFMO Boadilla korosztályos csapataiban nevelkedett. 2018-ban a Leganés, majd 2020-ban a Real Valladolid akadémiájához csatlakozott. 2022. január 5-én a kupában mutatkozott be az első csapatban a Real Betis ellen 17 évesen és ezzel Luis Miguel Gail után a klub második legfiatalabb debütálója lett. Három nappal később a másodosztályban is debütált a bajnokságban a Burgos CF csapata ellen 1–0-ra megnyert találkozón. 2022. augusztus 2-án 2025 nyaráig meghosszabbította a szerződését. Szeptember 9-én a La Ligában a Girona ellen 2–1-re elvesztett bajnoki mérkőzésen mutatkozott be, a 28. percben Luis Pérezt váltotta.

### A válogatottban
2022-ben két alkalommal pályára lépett az U18-as válogatottban. 2022. augusztus 29-én mutatkozott be az U19-esek között Izrael ellen. Szeptemberben pályára lépett az U19-es labdarúgó-Európa-bajnokság selejtezőiben.

## Statisztika
2023. január 7-én frissítve.
| Klub              | Szezon   | Bajnokság | Bajnokság | Kupa  | Kupa | Európa | Európa | Egyéb | Egyéb | Összesen | Összesen |
| Klub              | Szezon   | Meccs     | Gól       | Meccs | Gól  | Meccs  | Gól    | Meccs | Gól   | Meccs    | Gól      |
| ----------------- | -------- | --------- | --------- | ----- | ---- | ------ | ------ | ----- | ----- | -------- | -------- |
| Real Valladolid B | 2021–22  | 8         | 0         | 0     | 0    | —      | —      | —     | —     | 8        | 0        |
| Real Valladolid B | Összesen | 8         | 0         | 0     | 0    | 0      | 0      | 0     | 0     | 8        | 0        |
| Real Valladolid   | 2021–22  | 1         | 0         | 1     | 0    | —      | —      | —     | —     | 2        | 0        |
| Real Valladolid   | 2022–23  | 8         | 0         | 2     | 0    | —      | —      | —     | —     | 10       | 0        |
| Real Valladolid   | Összesen | 9         | 0         | 3     | 0    | 0      | 0      | 0     | 0     | 12       | 0        |
| Összesen          | Összesen | 17        | 0         | 3     | 0    | 0      | 0      | 0     | 0     | 20       | 0        |